# Адисън (окръг, Вермонт)
Окръг Адисън (на английски: Addison County) е окръг в щата Вермонт, Съединени американски щати. Площта му е 2093 km², а населението – 36 959 души (2016). Административен център е град Мидълбъри.